# Чёрная орхидея (фильм, 1958)
«Чёрная орхидея» (англ. The Black Orchid) — кинофильм режиссёра Мартина Ритта, вышедший на экраны в 1958 году. За роль в ленте Софи Лорен была награждена Кубком Вольпи Венецианского кинофестиваля и золотой пластиной премии «Давид ди Донателло».

## Сюжет
После смерти мужа, убитого мафией, жизнь Розы Бьянко кардинально меняется. Она замыкается, считая себя виновной в смерти супруга, а также вынуждена тяжело работать, чтобы обеспечить себя и своего сына Ральфа, который становится совсем неуправляемым и попадает в детскую колонию. В это время в её жизни появляется вдовец Фрэнк Валенте — весёлый мужчина, которому Роза сразу понравилась. Через некоторое время ему удаётся растопить лёд в её сердце и даже подружиться с Ральфом. Однако дочь Фрэнка Мэри, привыкшая заботиться об отце, не намерена отдавать его в руки женщины с сомнительной репутацией...

## В ролях
- Софи Лорен — Роза Бьянко
- Энтони Куинн — Фрэнк Валенте
- Питер Марк Ричман — Ноубл
- Вирджиния Винсент — Альма Галло
- Фрэнк Пульо — Генри Галло
- Джимми Бэрд — Ральф Бьянко
- Наоми Стивенс — Джулия Галло
- Уит Бисселл — мистер Хармон
- Роберт Каррикарт — священник
- Джоуи Ди Реда — Джоуи
- Джек Уошбёрн — Тони Бьянко
- Ина Бэйлин — Мэри Валенте